# Pyrus ghahremanii
Pyrus ghahremanii är en rosväxtart som beskrevs av Farideh Attar och Zamani. Pyrus ghahremanii ingår i släktet päronsläktet, och familjen rosväxter. Inga underarter finns listade i Catalogue of Life.